# Kölblodbi
Kölblodbi (Sphecodes cristatus) är en biart som beskrevs av Hagens 1882. Den ingår i släktet blodbin och familjen vägbin. Inga underarter finns listade i Catalogue of Life. Arten har länge betraktats som nationellt utdöd i Sverige, men upptäcktes sommaren 2024 i Blekinge.

## Beskrivning
Ett typiskt blodbi, med nästan hårlös kropp (hanen har dock vita hår i ansiktet), svart huvud och mellankropp samt en klarröd bakkropp. Honan har dock tergit 4 till 6 (de tre sista segmenten på bakkroppens ovansida) svarta; hon har dessutom mörka vingar. Färgteckningen delas av många andra blodbin, men karakteristiskt för arten är den köl (därav trivialnamnet) som går från punktögonen på hjässan till nacken. Baktill på huvudet har den även en upphöjd list (crista på latin; därav artnamnet cristatus). Till skillnad från de flesta andra blodbin har dessutom båda könen rödaktiga skenben och fötter. Kroppslängden är 6 till 9 mm.

## Ekologi
Habitatet är sandfält, sanddyner och troligtvis även villaträdgårdar.
Likt alla blodbin är honan boparasit; hon bygger inga egna bon, utan lägger sina ägg i andra bins bon, både solitära och samhällsbildande. I solitära bon dödar honan värdägget eller -larven i samband med äggläggningen, så hennes avkomma ostört kan leva på det insamlade matförrådet. Hon kan emellertid ta över samhällsbildande bins bon på ett sätt som liknar snylthumlorna; hon dödar drottningen, och låter arbetarna i det övertagna boet föda upp sin avkomma. Uppgifter om de exakta värdarterna är osäkra; i Mellaneuropa är bandbiet Halictus subauratus en känd värdart. Andra, föreslagna värdarter är stäppbandbi (Halictus leucaheneus), Halictus seladonius, kustbandbi (Halictus confusus), Halictus subauratus samt smalbiet Lasioglossum nigripes.

## Utbredning
Arten förekommer i större delen av Syd- och Mellaneuropa med undantag för Brittiska öarna och Balkan. Den förekommer också i Turkiet, Tadzjikistan och Mongoliet. Längre norrut finns den i Polen och Lettland. Den troddes vara utdöd i Skandinavien och den svenska förekomsten förklarades nationellt utdöd 2020. Tidigare var den rödlistad som akut hotad och fanns då enbart på Öland. Dock har biet återfunnits på Kallinge flygfält i Blekinge 18 juni 2024. Artdatabanken har hittills, sommaren 2025, inte meddelat hur fyndet kommer att påverka artens rödlistestatus.